# 에런 네빌
에런 네빌(Aaron Neville, 1941년 1월 24일 ~ )은 미국의 가수이다.